# Selim Özdoğan

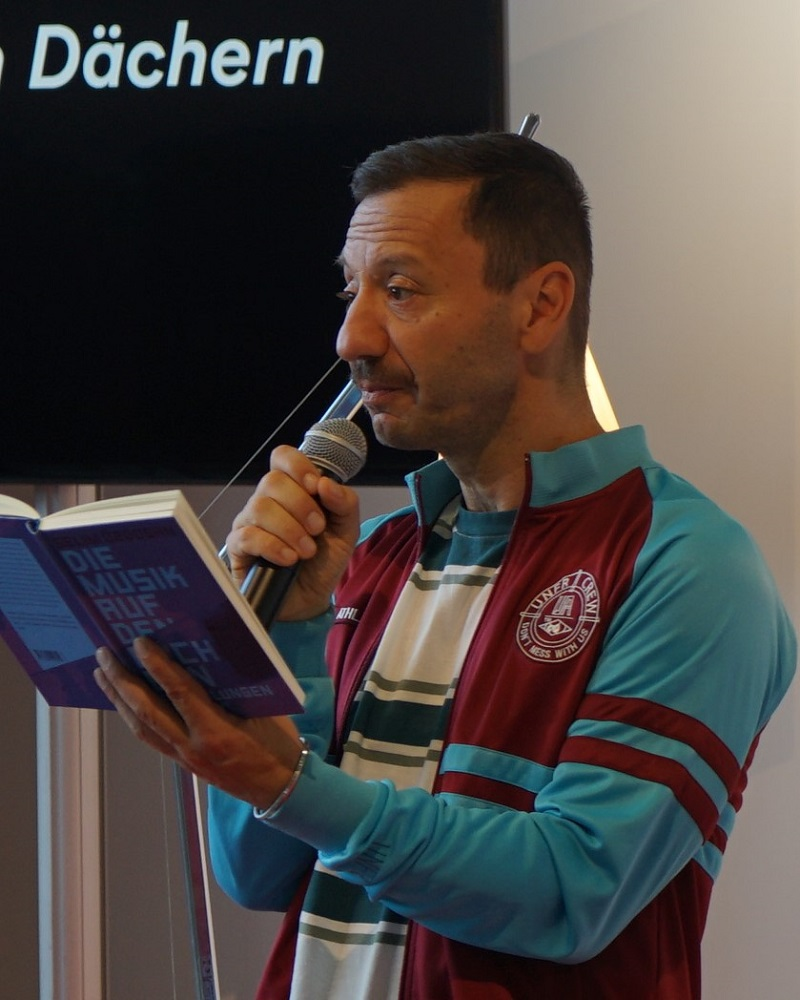
Selim Özdoğan (2021)

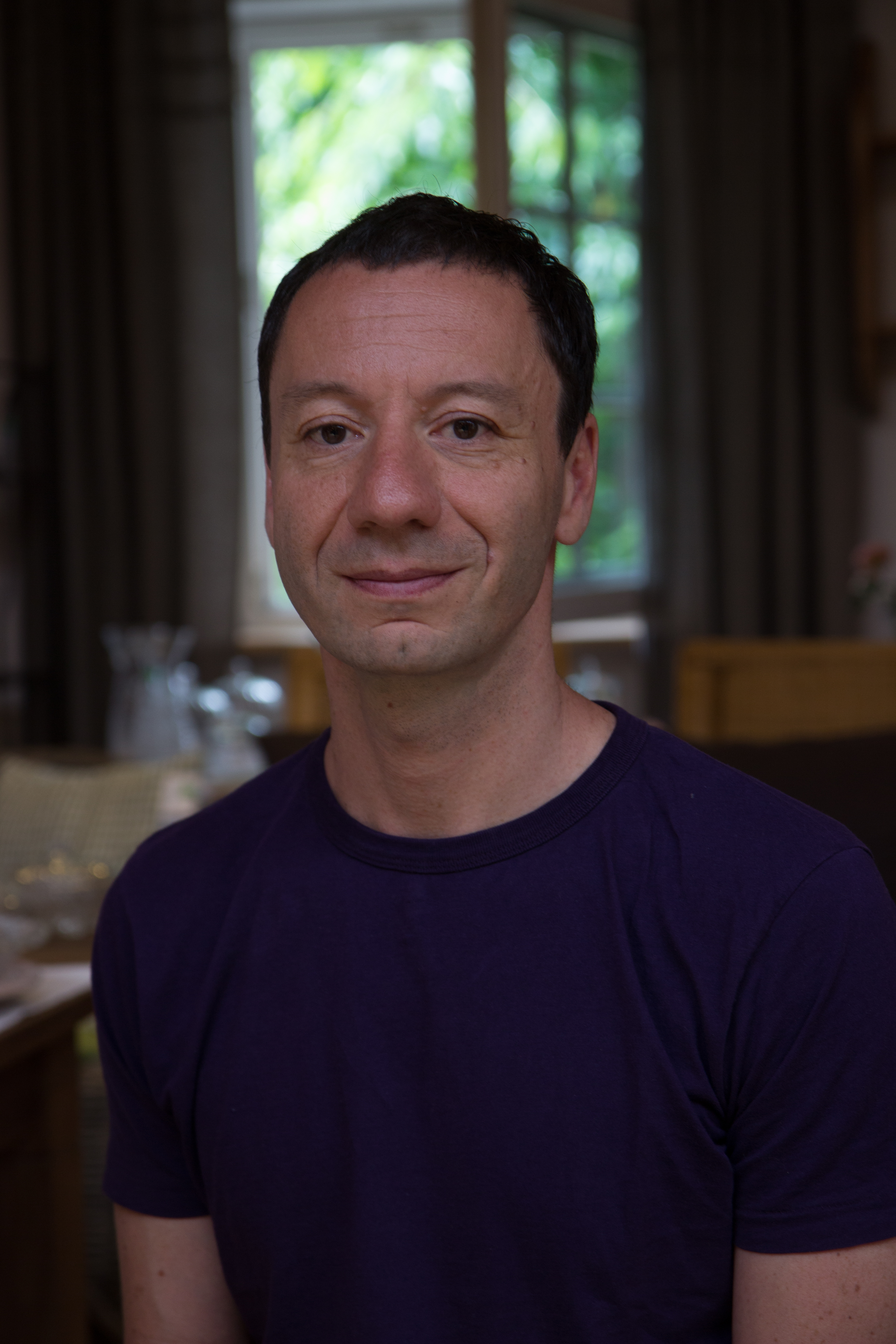
Beim Hausacher Leselenz 2013

Selim Özdoğan (* 1971 in Köln-Mülheim) ist ein türkischstämmiger deutscher Schriftsteller.

## Leben
Özdoğan wuchs zweisprachig auf. Nach dem Abitur (Hölderlin-Gymnasium) studierte er Völkerkunde, Anglistik und Philosophie, brach sein Studium jedoch ab. Seit 1995 ist er als Autor tätig.

## Auszeichnungen
- 2021: Kölner Stipendium für Kinder- und Jugendliteratur[1]

## Werk
Sein erstes Buch, der Roman Es ist so einsam im Sattel, seit das Pferd tot ist (1995), gilt als Kultbuch. 1996 erhielt Özdoğan den Förderpreis des Landes Nordrhein-Westfalen für junge Künstlerinnen und Künstler und 1999 nach weiteren Werken den Förderpreis zum Adelbert-von-Chamisso-Preis.
Özdoğans vierter Roman Im Juli (2000) basiert auf dem Drehbuch des gleichnamigen Kinofilms von Fatih Akın. Sein 2005 veröffentlichter Anatolienroman Die Tochter des Schmieds wiederum spielt eine Rolle in Akıns 2007 erschienenem Film Auf der anderen Seite.
Sein Buch Zwischen zwei Träumen wurde für den Deutschen Science Fiction Preis 2010 als bester Roman nominiert.
Özdoğan wurde 2016 zum Ingeborg-Bachmann-Wettbewerb eingeladen und 2017 für den Text Geschichte ohne Papier mit dem Hohenemser Literaturpreis ausgezeichnet.
Sein Kriminalroman Der die Träume hört (2019) stand auf Platz 6 der Krimibestenliste September 2019.

## Werke

### Bücher
- Es ist so einsam im Sattel, seit das Pferd tot ist (Roman, 1995), ISBN 3-7466-2058-9
- Nirgendwo & Hormone (Roman, 1996), ISBN 3-7466-1969-6
- Ein gutes Leben ist die beste Rache (Kurzgeschichten, 1998), ISBN 3-7466-1479-1
- Mehr (Roman, 1999), ISBN 3-7466-1721-9
- Im Juli (Roman, 2000), ISBN 3-203-75260-3
- Ein Spiel, das die Götter sich leisten (Roman, 2002), ISBN 3-7466-1991-2
- Trinkgeld vom Schicksal (Kurzgeschichten, 2003), ISBN 3-7466-1917-3
- Die Tochter des Schmieds (Roman, 2005), ISBN 3-351-03039-8
- Tourtagebuch (2006), ISBN 978-3-936054-05-7
- Zwischen zwei Träumen (2009), ISBN 978-3-7857-1624-3
- Ein Glas Blut (Kurzgeschichten, 2010), ISBN 978-3-941639-03-4
- Heimstraße 52 (Roman, 2011), ISBN 978-3-351-03337-8
- Kopfstand im Karma-Taxi, Bekenntnisse eines Pranajunkies (Winterthur 2012)
- Passen die Schuhe, vergisst man die Füße (Kolumnensammlung, 2012)
- Der Klang der Blicke (Geschichten, 2012)
- DZ (Roman, 2013)
- Was wir hörten, als wir nach der Wahrheit suchten (12 Farben) (2013) ISBN 978-3-943182-06-4
- Wieso Heimat, ich wohne zur Miete. Roman. Haymon, Innsbruck 2016. ISBN 978-3-7099-7238-0
- Wo noch Licht brennt. Roman. Haymon, Innsbruck 2017. ISBN 978-3-7099-7299-1
- Der die Träume hört. Kriminalroman. Edition Nautilus, Hamburg 2019. ISBN 978-3-96054-202-5
- Stock und Kopf. Kurzgeschichte, DAS GRAMM #9, 2022.

### Audio-CD
- Traumland (2000, ISBN 3-89813-122-X)
- Tüten & Blasen (2003, ISBN 3-936140-05-7)
- Zwischen zwei Träumen (2009), ISBN 978-3-7857-3715-6)
- Ein weiteres Verlangen (2012)
- Hundert Hörer (2012)

### Hörspiel
- Westmarkt – 4 Kilo auf Kombi und ein Raubüberfall (2024, gemeinsam mit Denis Kundic)